# Grammia oithona
Grammia oithona là một loài bướm đêm thuộc phân họ Arctiinae, họ Erebidae.